# Jugoszlávia az Eurovíziós Dalfesztiválokon
Jugoszlávia huszonhét alkalommal vett részt az Eurovíziós Dalfesztiválon 1961 és 1992 között.
A jugoszláv műsorsugárzó a Jugoslovenska radio-televizija volt, amely 1950-ben alapító tagja volt az Európai Műsorsugárzók Uniójának. 1961-ben csatlakozott a versenyhez és 1992-ig, Jugoszlávia felbomlásáig vett részt. 1993 után az egykori Jugoszlávia tagállamai önálló államokként csatlakoztak.

## Története

### Évről évre
Jugoszlávia az 1961-es Eurovíziós Dalfesztiválon vett részt először, a verseny egyetlen szocialista résztvevőjeként.
A hatvanas és hetvenes években ritkán sikerült az első tízben végezniük. Az 1976-os utolsó előtti hely után visszaléptek, és csak 1981-ben vettek részt ismét. Az 1985-ös versenyre nem neveztek, mert a döntő napja egybeesett Josip Broz Tito halálának ötödik évfordulójával.
Legjobb eredményeiket a nyolcvanas évek végén érték el, amikor négy egymást követő évben az első tízben zártak. 1989-ben megszerezték első, és egyetlen győzelmüket, így az 1990-es versenynek Zágráb adott otthont, mivel az előző évi győztes Riva együttes a horvát tagköztársaságból származott.
A hazai rendezésű verseny után 1991-ben mindössze egy pontot szerezve az utolsó előtti helyen végeztek. 1992-ben vettek részt utoljára, habár ekkor Jugoszlávia területe már csak a mai Szerbia, Montenegró és Koszovó területére korlátozódott. Később a volt tagállamok már független indulóként szerepeltek: Bosznia-Hercegovina, Horvátország és Szlovénia 1993-ban, Észak-Macedónia 1998-ban, Szerbia és Montenegró 2004-ben, majd külön országként Szerbia és Montenegró 2007-ben csatlakozott a versenyhez. Koszovó még nem tagja a versenyt szervező Európai Műsorsugárzók Uniójának, így nem vehet részt a dalfesztiválon.

### Nyelvhasználat
Jugoszlávia huszonhét dalából tizenhárom horvát nyelvű, hat szerb nyelvű, négy szlovén nyelvű, négy pedig bosnyák nyelvű volt.
A dalverseny első éveiben nem vonatkozott semmilyen szabályozás a nyelvhasználatra. 1966-tól az EBU bevezette azt a szabályt, hogy mindegyik dalt az adott ország egyik hivatalos nyelvén kell előadni, vagyis Jugoszlávia indulóinak szerb, horvát, szlovén, macedón, magyar vagy albán nyelven. Ezt a szabályt 1973 és 1976 között rövid időre eltörölték, de ők ekkor is saját nyelvű dalokkal neveztek.

### Nemzeti döntő
Jugoszlávia nemzeti döntője a Jugovizija nevet viselte, melyet 1961-től 1992-ig minden évben megrendeztek, akkor is, amikor az ország nem vett részt a nemzetközi versenyen.
A hatvanas és hetvenes években a döntő résztvevőinek száma változó volt, és az eredményt regionális zsűrik szavazatai alakították ki. 1973 és 1976 között elődöntőket is rendeztek.
1981 és 1991 között egységeses lebonyolítású volt a nemzeti válogató: a döntőben tizenhat előadó szerepelt, akik közül nyolc regionális zsűri választotta ki az indulót. A hat tagköztársaság mellett Vajdaság és Koszovó is saját zsűrivel rendelkezett.
Az utolsó, 1992-es Jugoviziján Szlovénia, Horvátország és Észak-Macedónia már nem vett részt. Húsz induló közül egy zsűri választotta ki a nyertest.

## Résztvevők
| Év   | Tagállam            | Előadó               | Dal                      | Magyar fordítás                   | Döntő | Pontszám |
| ---- | ------------------- | -------------------- | ------------------------ | --------------------------------- | ----- | -------- |
| 1961 | Szerbia             | Ljiljana Petrović    | Neke davne zvezde        | Néhány távoli csillag             | 8.    | 9        |
| 1962 | Szerbia             | Lola Novaković       | Ne pali svetla u sumrak  | Ne kapcsolj lámpát alkonyatkor    | 4.    | 10       |
| 1963 | Horvátország        | Vice Vukov           | Brodovi                  | Hajók                             | 11.   | 3        |
| 1964 | Bosznia-Hercegovina | Sabahudin Kurt       | Život je sklopio krug    | Az élet körbeért                  | 13.   | 0        |
| 1965 | Horvátország        | Vice Vukov           | Čežnja                   | Vágyódás                          | 12.   | 2        |
| 1966 | Szlovénia           | Berta Ambrož         | Brez besed               | Szavak nélkül                     | 7.    | 9        |
| 1967 | Szlovénia           | Lado Leskovar        | Vse rože sveta           | A világ összes virága             | 8.    | 7        |
| 1968 | Horvátország        | Dubrovački trubaduri | Jedan dan                | Egy nap                           | 7.    | 8        |
| 1969 | Horvátország        | Ivan & 3M            | Pozdrav svijetu          | Üdvözlet a világnak               | 13.   | 5        |
| 1970 | Szlovénia           | Eva Sršen            | Pridi, dala ti bom cvet  | Gyere, adok neked egy virágot     | 11.   | 4        |
| 1971 | Horvátország        | Kićo Slabinac        | Tvoj dječak je tužan     | A barátod szomorú                 | 14.   | 68       |
| 1972 | Horvátország        | Tereza Kesovija      | Muzika i ti              | A zene és te                      | 9.    | 87       |
| 1973 | Bosznia-Hercegovina | Zdravko Čolić        | Gori vatra               | Ég a tűz                          | 15.   | 65       |
| 1974 | Szerbia             | Korni grupa          | Generacija '42           | A '42-es nemzedék                 | 12.   | 6        |
| 1975 | Szlovénia           | Pepel in Kri         | Dan ljubezni             | A szerelem napja                  | 13.   | 22       |
| 1976 | Bosznia-Hercegovina | Ambasadori           | Ne mogu skriti svoju bol | Nem tudom elrejteni a fájdalmamat | 17.   | 10       |
|      |                     |                      |                          |                                   |       |          |
| 1981 | Bosznia-Hercegovina | Seid-Memić Vajta     | Lejla                    | —                                 | 15.   | 35       |
| 1982 | Szerbia             | Aska                 | Halo, Halo               | Halló, Halló                      | 14.   | 21       |
| 1983 | Montenegró          | Daniel               | Džuli                    | Juli                              | 4.    | 125      |
| 1984 | Montenegró          | Vlado és Isolda      | Ciao, amore              | Viszlát, szerelmem                | 18.   | 26       |
|      |                     |                      |                          |                                   |       |          |
| 1986 | Horvátország        | Doris Dragović       | Željo moja               | A vágyam                          | 11.   | 49       |
| 1987 | Horvátország        | Novi fosili          | Ja sam za ples           | Táncolni van kedvem               | 4.    | 92       |
| 1988 | Horvátország        | Silver Wings         | Mangup                   | Gazember                          | 6.    | 87       |
| 1989 | Horvátország        | Riva                 | Rock Me                  | Rázz fel                          | 1.    | 137      |
| 1990 | Horvátország        | Tajči                | Hajde da ludujemo        | Legyünk őrültek                   | 7.    | 81       |
| 1991 | Szerbia             | Baby Doll            | Brazil                   | Brazília                          | 21.   | 1        |
| 1992 | Szerbia             | Extra Nena           | Ljubim te pesmama        | Dalaimmal csókollak               | 13.   | 44       |

A továbbiakban lásd: Bosznia-Hercegovina az Eurovíziós Dalfesztiválokon, Horvátország az Eurovíziós Dalfesztiválokon, Koszovó az Eurovíziós Dalfesztiválokon, Észak-Macedónia az Eurovíziós Dalfesztiválokon, Montenegró az Eurovíziós Dalfesztiválokon, Szerbia az Eurovíziós Dalfesztiválokon, Szerbia és Montenegró az Eurovíziós Dalfesztiválokon, Szlovénia az Eurovíziós Dalfesztiválokon.

## Szavazás (1975-1992)
Jugoszlávia a következő országoknak adta a legtöbb pontot:
| #  | Ország             | Pont |
| -- | ------------------ | ---- |
| 1. | Olaszország        | 62   |
| 2. | Svájc              | 61   |
| 3. | Egyesült Királyság | 57   |
| 4. | Franciaország      | 56   |
| 5. | Izrael             | 54   |

Jugoszlávia a következő országoktól kapta a legtöbb pontot:
| #  | Ország      | Pont |
| -- | ----------- | ---- |
| 1. | Törökország | 80   |
| 2. | Izrael      | 64   |
| 3. | Ciprus      | 59   |
| 4. | Dánia       | 52   |
| 5. | Izland      | 48   |

Forrás:
Megjegyzés: A táblázat csak az 1975-ben bevezetett pontozási rendszer alatt kiosztott pontokat veszi figyelembe.

## Rendezések
| Év   | Város               | Helyszín                        | Műsorvezető(k)                |
| ---- | ------------------- | ------------------------------- | ----------------------------- |
| 1990 | Jugoszlávia, Zágráb | Vatroslav Lisinski Koncertterem | Oliver Mlakar, Helga Vlahović |